# Ліла Даунс
Ана Ліла Даунс Санчес (ісп. Ana Lila Downs Sánchez; 19 вересня 1968, Тлахьяко, Оахака, Мексика) — мексиканська співачка традиційної музики, виконує спів різними мовами, в основному, іспанською та англійською. Переможиця Latin Grammy в 2005 році в жанрі традиційної музики за найкращий фольк-альбом.

## Дискографія

### Студійні альбоми
- 1994 — Ofrenda
- 1996 — Azuláo. En vivo con Lila Downs
- 1999 — La Sandunga
- 1999 — Trazos
- 2000 — Árbol de la vida
- 2001 — La Línea
- 2004 — Una sangre
- 2006 — La Cantina
- 2008 — The Very Best Of Lila Downs (El Alma De Lila Downs) (CD+DVD)
- 2009 — Охо-де-Кулебра (Shake Away)
- 2010 — Lila Downs y La Misteriosa «En París Live à Fip»
- 2011 — Пекадос і Милагрос

### DVD
- 2007 — Lotería Cantada
- 2008 — The Very Best Of Lila Downs (El Alma De Lila Downs)
- 2010 — Lila Downs y La Misteriosa «En París Live à Fip»